# توماس سالازار
توماس سالازار (بالإنجليزية: Tomás Salazar)‏ هو سياسي أمريكي، ولد في 2 أكتوبر 1943. حزبياً، نشط في الحزب الديمقراطي. وقد انتخب عضو مجلس نواب نيومكسيكو.